# Greve dos roteiristas dos Estados Unidos de 2007–2008

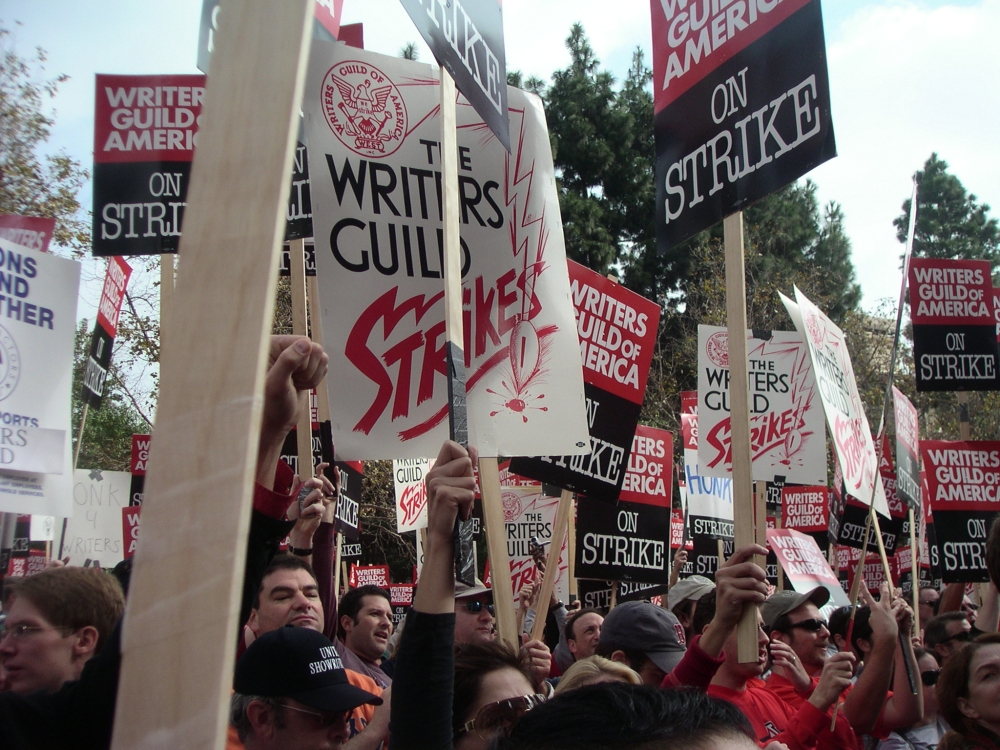
Passeata a favor dos roteiristas em Los Angeles

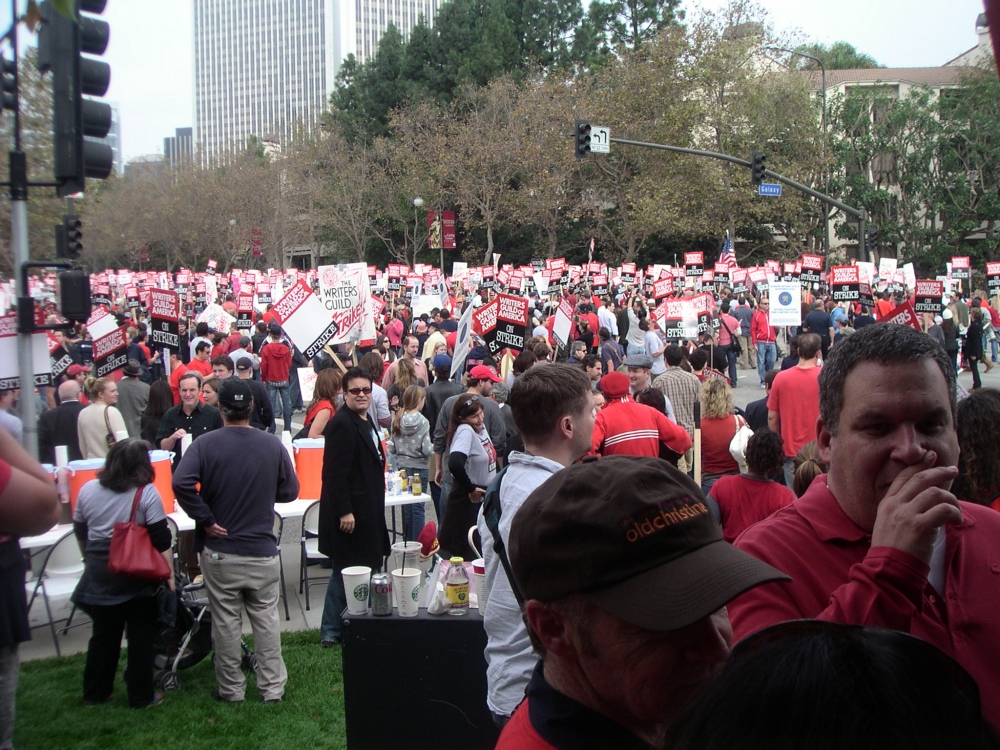
Passeata em frente aos estúdios da 20th Century Fox em Los Angeles

A greve de 2007 dos roteiristas (português brasileiro) ou argumentistas (português europeu) dos Estados Unidos da América foi organizada pela Writers Guild of America (WGA), sindicato que representa os interesses dos roteiristas que trabalham em cinema, rádio e televisão, e começou no dia 5 de novembro de 2007.
A greve foi contra a Alliance of Motion Picture and Television Producers (AMPTP), sindicato que representa os interesses de produtores de cinema e televisão. Mais de 12 mil roteiristas estiveram envolvidos na greve, que imediatamente paralisou a produção de inúmeros talk shows e seriados de televisão.
A greve durou até 12 de fevereiro de 2008. A última – e também a maior – greve do WGA havia ocorrido em 1988 e durado vinte e duas semanas. Os prejuízos para a indústria do entretenimento estado-unidense com a greve de 1988 foram de cerca de 500 milhões de dólares. Durante esta greve, a audiência televisiva nos EUA despencou sem jamais se recuperar por completo. Foi nessa época que se popularizaram os programas sem roteiro (reality shows).
Patric Verrone e Michael Winship, presidentes do sindicato, afirmaram em comunicado aos membros que "apesar de o acordo não ser perfeito nem ser tudo o que merecemos pelas inúmeras horas de trabalho duro e sacrifício, nossa greve tem sido um sucesso". E concluíram: "dar seguimento à greve agora não trará ganhos suficientes para sobrepujar riscos potenciais. Chegou a hora de aceitar este contrato e encerrar a greve."
O acordo do Writers Guild of America com a Alliance of Motion Pictures and Television Producers prevê a jurisdição do sindicato na divisão dos lucros obtidos por meio de novas mídias, além de um aumento de cerca de 3,5% nos honorários dos roteiristas. Filmes transmitidos na Internet com o patrocínio de anunciantes passarão a render aos roteiristas 1,2% do lucro obtido pelo distribuidor. No caso de programas de TV, essa parte sobe para 2%. Verrone e Winship sintetizaram os termos do contrato da seguinte forma: "Quando eles são pagos, nós somos pagos".

## Produções paralisadas
CBS
- The Big Bang Theory
- The New Adventures of Old Christine
- Rules of Engagement
- Two and a Half Men
- How I Met Your Mother
- The Late Late Show with Craig Ferguson
- Late Show with David Letterman

Comedy Central
- The Daily Show with Jon Stewart
- The Colbert Report

FOX
- Til Death
- Prison Break
- House
- 24

HBO
- Real Time with Bill Maher

NBC
- The Office
- Late Night with Conan O'Brien
- Saturday Night Live
- ER
- The Tonight Show with Jay Leno
- Heroes
- Law & Order Special Victims Unit

CW
- Supernatural

AMC 
- Breaking Bad

## Apoio

### Personalidades em passeatas
| - Roseanne Barr - David Boreanaz - Zach Braff - Sarah Chalke - Patrick Dempsey - David Duchovny - Sally Field - America Ferrera - Garry Marshall | - Patricia Heaton - Katherine Heigl - Felicity Huffman - Holly Hunter - David Hyde Pierce - Ken Jenkins - Julia Louis-Dreyfus - William H. Macy - Olivia Wilde | - Hugh Laurie - Sandra Oh - Amy Poehler - Ellen Pompeo - Ron Rifkin - Tim Robbins - Ray Romano - Wanda Sykes | - Valerie Harper - Lena Headey - Julianne Moore - Lisa Edelstein - Sam Waterston - Robin Williams - Tina Fey - Seth Meyers |

### Personalidades com discurso favorável
- Alec Baldwin
- Steve Carell
- Hillary Clinton
- Jay Leno
- David Letterman
- Eva Longoria
- Conan O'Brien
- Barack Obama

### Cobertura da mídia americana
- «Cobertura da greve pelo». Los Angeles Times – Em inglês.
- «Greve da WGA: Um ano depois». Variety – Em inglês.

1. ↑  «Como a greve dos roteiristas de 2007 afetou Hollywood». Super. Consultado em 6 de dezembro de 2024